# Corral de Almaguer
Corral de Almaguer é um município da Espanha na província de Toledo, comunidade autónoma de Castilla-La Mancha, de área 326 km² com população de 5966 habitantes (2006) e densidade populacional de 17,39 hab/km².

## Demografia
| Variação demográfica do município entre 1991 e 2004 | Variação demográfica do município entre 1991 e 2004 | Variação demográfica do município entre 1991 e 2004 | Variação demográfica do município entre 1991 e 2004 |
| --------------------------------------------------- | --------------------------------------------------- | --------------------------------------------------- | --------------------------------------------------- |
| 1991                                                | 1996                                                | 2001                                                | 2004                                                |
| 6036                                                | 5856                                                | 5549                                                | 5693                                                |

## Património
- Núcleo histórico
- Plaza Mayor
- Igreja de estilo plateresco
- Casa das Figueiras (estilo barroco palaciego)
- Casa dos Maldonado.

## Personalidades locais
- Sara Carbonero